# گری ویگینز
گری ویگینز (انگلیسی: Gary Wiggins; ۲۰ نوامبر ۱۹۵۲ – ۲۵ ژانویهٔ ۲۰۰۸) دوچرخه‌سوار اهل استرالیا بود.